# أولاد محمد الكبير (أهل الغابة)
أولاد محمد الكبير هو دُوَّار يقع بجماعة أولاد فريحة، إقليم سطات، جهة الدار البيضاء سطات في المملكة المغربية. ينتمي الدوّار لمشيخة أهل الغابة التي تضم 6 دواوير. يقدر عدد سكانه بـ 1412 نسمة حسب الإحصاء الرسمي للسكان والسكنى لسنة 2004.

## روابط خارجية
- البوابة الوطنية للجماعات الترابية
- المندوبية السامية للتخطيط